# Іщак Василь Євгенович
Васи́ль Євге́нович Іща́к (5 квітня 1955, Дуб'є, Бродівський район, Львівська область, Українська РСР, СРСР) — радянський та український футболіст, нападник, фланговий захисник, майстер спорту СРСР (1980 рік), футбольний тренер категорії «А». Відомий виступами за футбольні клуби СК «Луцьк», «Машук», «Чорноморець» Одеса та БЗСК «Новеп», а також за аматорський футбольний клуб «Благо» з села Благоєвого. За час проведений у цих клубах футболіст став золотим призером першої ліги СРСР та володарем останнього кубку Федерації футболу СРСР. Кумир одеських вболівальників 1970-х — 1980-х років. За версією сайту Football.ua увійшов до складу 50-ти найкращих футболісті одеського «Чорноморця», зайнявши сьоме місце. Рекордсмен футбольного клубу «Чорноморець» за кількістю проведених матчів серед нападників. Наразі працює тренером «СДЮШОР „Чорноморець“ імені А. Зубрицького».
У вересні 2014 року на честь Василя Іщака відкрили зірку під його іменем на Алеї слави «Чорноморця» в Парку Шевченка. Восени 2015-го визнаний найкращим наставником минулого сезону першості Канади (команда «Торонто Атомік»).

## Життєпис

### Кар'єра гравця

#### Перші роки
Василь Євгенович Іщак народився 5 квітня 1955 року в селі Дуб'є, Бродівського району, що на Львівщині. 1970 року Василь у віці 15-ти років почав грати у футбол за непрофесіональний футбольний клуб «Сокіл» зі Львова. До 17-ти років молодий спортсмен не надто багато викликав уваги футбольних тренерів. Вперше молодика помітив Володимир Столбін, який запросив Василя до футбольного клубу СК «Луцьк» проходити військову службу. Після кількох років, «відіграних» в армії, футболіст не маючи потрапити у вищий дивізіон, вирішив поїхати до П'ятигорська, куди його запросили грати у місцевому футбольному клубі «Машук».

#### «Машук»
На той час п'ятигорці виступали у другій лізі чемпіонату СРСР і її ціллю був вихід до другого дивізіону. Щоправда, у першому сезоні, який Василь провів там, у команди були шанси підвищитися у класі, але надію на вихід до першої ліги перервав криворізький «Кривбас», що мав набагато досвідченішу команду. Після того сезону п'ятигорці здобули право виступити у розіграші кубку СРСР. Перший матч команда провели з футбольним клубом «Памір» з Душанбе. Іщак вийшов на поле із перших хвилин, але команді не вдалося подолати таджиків навіть на своєму домашньому полі. Матч закінчився з рахунком 2:1 на користь «Паміра». Після двох років, проведених у П'ятигорську, Василем зацікавилися три команди з вищої ліги: московські «Спартак» та «Торпедо», а також одеський «Чорноморець». Футболіст відмовився від запрошень московських команд і переїхав до Одеси. Як зазначив сам Василь Євгенович, «Торпедо» йому не підходило через стиль гри, а «Спартак» після вильоту до першої ліги будував нову команду, хоч і з, у майбутньому великих футболістів, як Рінар Дасаєв та Федір Черенков, але у другому дивізіоні Василь не хотів грати.

#### «Чорноморець»
В Одесу футболіста привіз селекціонер команди Анатолій Азаренков. На початку виступів за «синьо-чорних» галичанин грав на позиції нападника. Свій перший матч у складі «Чорноморця» Іщак провів 14 серпня 1977 року на Центральному стадіоні ЧМП проти київського «Динамо». На початку матчу Василь не вийшов у стартовому складі, залишившись на лавці запасних. У першій половині першого тайму рахунок відкрив Віталій Шевченко, що дало надію команді на перемогу. Після перерви тодішній тренер «моряків» Анатолій Зубрицький вирішив провести заміну. На 46-й хвилині Ґабора Качура змінив Іщак. Однак на 78-ій хвилині «синьо-блакитним» вдалося зрівняти рахунок, дякуючи голу Олега Блохіна. Матч завершився із рахунком 1:1. Свій перший гол за одеську команду Василь забив 10 листопада того ж року в останньюму турі чемпіонату у ворота видатного радянського воротаря Володимира Астаповського, який грав тоді у складі московського ЦСКА. На 47-їй хвилині гри, після відіграного у нічию першого тайму, Василь відкрив рахунок матчу. Одесити того дня виграли з рахунком 2:1.
Наступні декілька років одеська команда досить стабільно виступала у вищій лізі. У 1979 році перед VII-ю літньою Спартакіадою народів СРСР Василь Євгенович був викликаний на збори команди України, яку на той час тренував Валерій Лобановський. На той час до збірної команди України викликалися зазвичай гравці київського «Динамо» та ще декілька спортсменів з інших українських клубів. Збори проходили в Одесі на тренувальній базі «Чорноморця». Під час виснажливих тренувань за «методикою Лобановського» одеський футболіст гадав, що не увійде до складу гравців збірної. У той же час рідний клуб Василя виїжджав до Угорщини на неофіційний турнір. Підійшовши до «метра» молодий нападник «моряків» сказав, що скоріш за все не увійде до складу збірників і попросив відпустити його до клубу. У той же час Лобановський зауважив, що Василь здатен потрапити до збірної, але, якщо той не готовий, то готовий відпустити футболіста. Окрім того Валерій Васильович заявив, що хотів би бачити гравця у «Динамо». Через деякий час до «Чорноморця» прибули представники киян, які довго намагалися умовити галицького футболіста переїхати до Києва, але Василь залишився в Одесі.
1982 року головним тренером клубу став Віктор Прокопенко. У зв'язку з тим, що Василь, як нападник дуже мало забивав голів, новий тренер вирішив поставити його на позицію флангового захисника, де Іщак і залишився до кінця кар'єри. У 1985 році після десятирічної перерви «Чорноморець» знову здобув право виступати у єврокубкових турнірах, зайнявши минулого сезону четверте місце у чемпіонаті. У Кубку УЄФА Василь дебютував 18 вересня 1985 року у матчі проти німецький «Вердера», який моряки виграли з рахунком 2:1, а у наступному матчі, що проходив у Бремені програли з рахунком 3:2, але за правилом гола, забитого на чужому полі пройшли далі. Наступним суперником став клуб, який у цьому сезоні виграв цей турнір — «Реал Мадрид». Перший матч на стадіоні «Сантьяго Бернабеу» з іспанським грандом одесити програли з рахунком 2:1, а другий домашній матч команда зіграла у нічию 0:0.
У 1990 році у футболіста стався конфлікт із головним тренером клубу, Віктором Прокопенком, після чого Василь пішов з клубу. Свій останній матч в одеській команді захисник провів 29 вересня 1990 року проти волгоградського Ротора. Вийшовши із капітанською пов'язкою Василь відіграв перший тайм, а на 46-й хвилині був замінений Віктор Прокопенком на Юрія Куліша. Матч закінчився «сухим» рахунком 0:0.
Всього за одеську команду Василь Євгенович Іщак відіграв 417 матчів (це другий показник у клубі після Володимира Плоскіни, який відіграв 473 матчі), де забив 16 голів. За цей час став золотим призером першої ліги СРСР 1987 року, володарем кубку федерації футболу 1990 року, а також ставав володарем низки неофіційних трофеїв: «За волю до перемоги», «Справедливої гри», тричі «Гроза авторитетів», «Кубок прогресу» та двічі «Разом із командою». Окрім того, Іщак тричі потрапляв до списку найкращих футболісті України: у 1984 році — № 2, а у 1985 та 1988 роках № 3.

### Кар'єра за кордоном
У 1991 році український футболіст переїхав до Угорщини у Будапешт, грати у місцевому футбольному клубі БЗСК «Новеп». Там за три проведені сезони Василь відіграв 62 матчі, забивши один гол. Разом з Василем у цій команді тоді грав колишній одноклубник футболіста Олександр Никифоров та колишній гравець донецького «Шахтаря» Віктор Грачов.
Після цього футболіст повернувся в Україну і почав грати за аматорський футбольний клуб «Благо» з села Благоєвого Іванівського району Одеської області. А у 1994 році Іщак разом із сім'єю подався до Канади, де провів 14 років свого життя. Там футболіст і завершив кар'єру. Проживаючи у Торонто футболіст ще грав у футбольному клубі «Торонто-Італія», після чого став керувати дитячою футбольною школою.

### Статистика виступів
| Клуб              | Ліга              | Сезон             | Чемпіонат | Чемпіонат | Кубок | Кубок | Єврокубки | Єврокубки | Інші змагання | Інші змагання | Інші змагання | Всього | Всього |
| Клуб              | Ліга              | Сезон             | Ігор      | Голів     | Ігор  | Голів | Ігор      | Голів     | Назва         | Ігор          | Голів         | Ігор   | Голів  |
| ----------------- | ----------------- | ----------------- | --------- | --------- | ----- | ----- | --------- | --------- | ------------- | ------------- | ------------- | ------ | ------ |
| «Благо»           | АЧУ               | 93-94             | 14        | 0         | 1     | 0     | -         | -         | -             | -             | -             | 15     | 0      |
| «Благо»           | Всього            | Всього            | 14        | 0         | 1     | 0     | 0         | 0         |               | 0             | 0             | 15     | 0      |
| БЗСК «Новеп»      | УФЧ               | 92-93             | 18        | 1         | 0     | 0     | -         | -         | -             | -             | -             | 18     | 1      |
| БЗСК «Новеп»      | УФЧ               | 91-92             | 29        | 0         | 0     | 0     | -         | -         | -             | -             | -             | 29     | 0      |
| БЗСК «Новеп»      | УФЧ               | 90-91             | 15        | 0         | 0     | 0     | -         | -         | -             | -             | -             | 15     | 0      |
| БЗСК «Новеп»      | Всього            | Всього            | 62        | 1         | 0     | 0     | 0         | 0         |               | 0             | 0             | 62     | 1      |
| «Чорноморець» О   | ВЛ                | 1990              | 20        | 0         | 3     | 0     | 4         | 0         | КФФ           | 4             | 0             | 31     | 0      |
| «Чорноморець» О   | ВЛ                | 1989              | 28        | 0         | 2     | 0     | -         | -         | КФФ           | 4             | 0             | 34     | 0      |
| «Чорноморець» О   | ВЛ                | 1988              | 29        | 0         | 0     | 0     | -         | -         | КФФ           | 4             | 0             | 33     | 0      |
| «Чорноморець» О   | 1Л                | 1987              | 40        | 0         | 0     | 0     | -         | -         | -             | -             | -             | 40     | 0      |
| «Чорноморець» О   | ВЛ                | 1986              | 24        | 2         | 4     | 0     | -         | -         | КФФ           | 3             | 0             | 31     | 2      |
| «Чорноморець» О   | ВЛ                | 1985              | 38        | 0         | 2     | 0     | 4         | 0         | -             | -             | -             | 44     | 0      |
| «Чорноморець» О   | ВЛ                | 1984              | 33        | 0         | 3     | 0     | -         | -         | -             | -             | -             | 36     | 0      |
| «Чорноморець» О   | ВЛ                | 1983              | 21        | 0         | 2     | 0     | -         | -         | -             | -             | -             | 23     | 0      |
| «Чорноморець» О   | ВЛ                | 1982              | 33        | 1         | 3     | 0     | -         | -         | -             | -             | -             | 36     | 1      |
| «Чорноморець» О   | ВЛ                | 1981              | 23        | 1         | 6     | 2     | -         | -         | -             | -             | -             | 29     | 3      |
| «Чорноморець» О   | ВЛ                | 1980              | 28        | 2         | 0     | 0     | -         | -         | -             | -             | -             | 28     | 2      |
| «Чорноморець» О   | ВЛ                | 1979              | 26        | 5         | 4     | 0     | -         | -         | -             | -             | -             | 30     | 5      |
| «Чорноморець» О   | ВЛ                | 1978              | 12        | 1         | 4     | 0     | -         | -         | -             | -             | -             | 16     | 1      |
| «Чорноморець» О   | ВЛ                | 1977              | 7         | 1         | 0     | 0     | -         | -         | -             | -             | -             | 7      | 1      |
| «Чорноморець» О   | Всього            | Всього            | 362       | 13        | 33    | 2     | 8         | 0         |               | 15            | 0             | 417    | 15     |
| «Машук»           | 2Л                | 1977              | 17        | 2         | 1     | 0     | -         | -         | -             | -             | -             | 17     | 2      |
| «Машук»           | 2Л                | 1976              | 39        | 7         | -     | -     | -         | -         | -             | -             | -             | 39     | 7      |
| «Машук»           | Всього            | Всього            | 56        | 9         | 1     | 0     | 0         | 0         |               | 0             | 0             | 57     | 9      |
| СК «Луцьк»        | ЧУРСР             | 1974              | ?         | 1         | ?     | 1     | -         | -         | -             | -             | -             | ?      | 2      |
| СК «Луцьк»        | Всього            | Всього            | ?         | 1         | ?     | 1     | 0         | 0         |               | 0             | 0             | ?      | 2      |
| Всього за кар'єру | Всього за кар'єру | Всього за кар'єру | 494       | 24        | 35    | 3     | 8         | 0         |               | 15            | 0             | 552    | 27     |

## Тренерська кар'єра
Після повернення в Україну, в 2009 - 2012 роках, працював у структурі футбольного клубу «Чорноморець» на посаді тренера «СДЮШОР „Чорноморець“ імені А. Зубрицького». В червні - грудні 2012 року був старшим теренером  "Чорномореця".
З 2013 року проживає у Канаді. З серпня 2015 року є тренером команди "Торонто Атомік".

## Сім'я
Василь Євгенович одружений з народною артисткою України, балериною Тетяною Степановою. Має сина, Євгена. Обоє живуть в Канаді.

## Титули, рекорди та досягнення

### Командні

#### Офіційні
- «Чорноморець»:
  -  Золотий призер першої ліги СРСР (1): 1987.
  -  Володар кубку федерації футболу СРСР (1): 1990.

#### Не офіційні
- «За волю до перемоги»[ru] (1): 1985.
- «Справедливої гри» (1): 1984.
- «Гроза авторитетів» (3): 1980, 1982, 1984.
- «Кубок прогресу» (1): 1989.
- «Разом із командою» (2): 1984, 1989.

### Індивідуальні
- Майстер спорту СРСР (1980)
- Тричі потрапляв до списку найкращих футболісті України: № 2 — 1984; № 3 — 1985 та 1988.

### Рекорди в «Чорноморці»
- Найбільша кількість матчів у всіх змаганнях усіх часів серед нападників. (417)